# Skalite (Słowacja)
Skalite (słow. Skalité, węg. Sziklaszoros, do 1899 Szkalite) – wieś (obec) na Słowacji (w kraju żylińskim, w powiecie Czadca, przy granicy z Polską) w pobliżu (po polskiej stronie) Zwardonia. Centrum wsi leży na wysokości 524 m n.p.m. Liczba mieszkańców 5255 (31.12.2016), powierzchnia 33,163 km² (gęstość zaludnienia 158 osób/km²).
Położona w górnej części doliny potoku Čierňanka, na pograniczu dawnego księstwa cieszyńskiego, polskiej Żywiecczyzny i węgierskiej żupy trenczyńskiej. Powstała prawdopodobnie w latach 40. XVII w. z inicjatywy właścicieli państwa Streczno – Esterhazych. Świadczyła o tym przynależność jej mieszkańców do parafii w Czadcy. Została zasiedlona przez osadników z Orawy i z Małopolski. Pierwsza wzmianka o wsi (pod nazwą Podskalite) pochodzi z urbarza państwa streczniańskiego z 1662 r. Liczyła ona wtedy 42 gospodarstwa siedlacze i 32 chałupnicze. Charakterystycznym rysem początków osadnictwa w Skalitem były ciągłe zatargi o tereny wypasowe z sąsiednim księstwem cieszyńskim.
Rozwój wsi od XVIII w. związany był głównie z jej położeniem przy trakcie handlowym, którego odnogi (przez przełęcze Przysłop i Graniczne) wiodły przez Żywiec do Krakowa. Węgierski posterunek celny mieścił się w centrum wsi. Mieszkańcy Skalitego trudnili się pasterstwem, rzemiosłem (funkcjonowały tu 4 młyny wodne), jak również przemytem, zwłaszcza polskiej soli na Węgry. W 1749 r. zbudowano pierwszy drewniany kościół i erygowana została parafia. Koniec XIX w. przyniósł budowę linii kolejowej (1884) i stacji Skalite. Powstała mała rafineria, produkująca naftę oświetleniową, a krótko przed I wojną światową – parowy tartak z 12 trakami i wielkim składem drewna. Działał browar. Jednocześnie jest to jednak okres znacznego wzrostu ucisku madziaryzacyjnego i wzmożonej emigracji ludności ze Skalitego, zwłaszcza do USA.
18 listopada 1938 r. we wsi miała miejsce manifestacja przeciwko planom przyłączenia górnoczadeckich wsi do Polski. Pomimo tego tydzień później część Skalitego po linię kolejową została zajęta przez wojsko polskie. 1 września 1939 r. przez Skalite i Przełęcz Zwardońską wkroczyły do Polski oddziały wojsk niemieckich. W 1945 r. zamknięto ruch na obu przejściach granicznych, drogowym i kolejowym. Znaczna część mieszkańców wyemigrowała do ośrodków przemysłowych na czeskim Śląsku.
1 czerwca 1992 r., po kilkudziesięciu latach przerwy uruchomiono tu kolejowe przejście graniczne Zwardoń-Skalité, a w 1997 r. nowe całodobowe przejście drogowe Zwardoń-Myto-Skalité obsługujące samochody osobowe oraz ciężarówki o masie do 3,5 tony, a w 2006 r. utworzono przejście graniczne Zwardoń-Skalité obsługujące ruch osobowy i towarowy o dopuszczalnej masie całkowitej do 7,5 tony. W Polsce prowadziła do niego droga krajowa 69 z Bielska-Białej - obecnie jest to droga ekspresowa S1. Z kolei istniejąca po stronie słowackiej stara droga została zastąpiona otwartym w dniu 10 czerwca 2017 r. o godzinie 16:00 odcinkiem słowackiej autostrady D3 Skalité - Świerczynowiec. Budowę terminala granicznego rozpoczęto w roku 2001, koszt inwestycji wyniósł 78 milionów złotych – po wejściu Polski i Słowacji do strefy Schengen terminal przestał spełniać swoją rolę.

## Kultura
We wsi jest używana gwara czadecka, zaliczana przez polskich językoznawców jako gwara ze zmieszanymi elementami dialektów małopolskiego i śląskiego języka polskiego, przez słowackich zaś jako gwara przejściowa polsko-słowacka.